# Kramsta (Unternehmerfamilie)

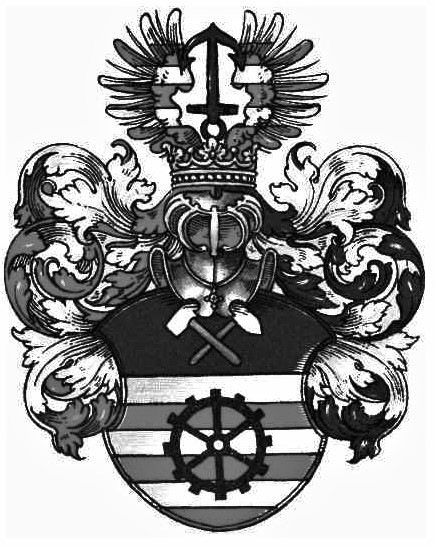
Wappen von Kramsta-Frankenthal

Die Unternehmerfamilie Kramsta begründete u. a. die Textilfirma „C. G. Kramsta & Söhne“, deren Hauptsitz im niederschlesischen Freiburg war. Die Familie besaß in der zweiten Hälfte des 19. Jahrhunderts in der ganzen Provinz Schlesien Industrie- und Handelsunternehmen. Mitglieder der Familie wurden 1859 bis 1862 in den erblichen Adelsstand erhoben. Die Vorfahren stammten aus Böhmen, die als evangelische Glaubensflüchtlinge nach der Schlacht am Weißen Berg zunächst nach Hoyerswerda auswanderten und sich später in Schlesien ansiedelten.

## Geschichte
Ältestes bekanntes Mitglied der Familie war Johann Georg Kramsta aus Hoyerswerda, der Kürschnermeister in Freiburg war, das zum Herzogtum Schweidnitz gehörte. Dessen Sohn Christian Gottlieb (1744–1804) war ebenfalls Kürschnermeister und stieg zum Stadtvogt von Freiburg auf. Sein gleichnamiger Sohn Christian Gottlieb Kramsta (1776–1838) war der Begründer und Seniorchef einer Leinengroßhandlung in Freiburg. Er handelte zunächst mit Spinnstoffen und stellte ab etwa 1814 Leinen- und Baumwollstoffe her. Der Aufstieg des Unternehmens begann nach 1820 mit der Inbetriebnahme mehrerer Produktionsstätten. Nachfolgend wurden Filialen in Bolkenhain sowie eine Flachsspinnerei in Merzdorf errichtet. Für den Gewerbedezernenten Alexander von Minutoli, der 1839/1840 im Auftrag der preußischen Regierung Berichte über die Baumwollen-Spinnerei im Regierungsbezirk Liegnitz anfertigen sollte, gehörte die Baumwollenspinnerei von Kramsta und Söhne zu Nieder-Merzdorf „zu den ausgezeichnetsten im Regierungs-Departement“.
Nachdem diese durch Brand vernichtet worden war, erfolgte der Aufbau zweier Flachsgarn-Spinnereien in Freiburg.
Im oberschlesischen Neiße wurde eine Niederlassung für den Ankauf von Garnen sowie eine Großhandlung für Kolonialwaren in Betrieb genommen, im benachbarten Ottmachau eine Dampfmehl-, Graupen-, Brettschneide- und Knochenmehl-Mühle. Es folgten Handelshäuser in Leipzig und in Hamburg. Der Erwerb von zehn Rittergütern im Raum Schweidnitz, Striegau und Freiburg bildete die Grundlage für die Errichtung einer Rüben-Zuckersiederei und einer Rübenöl-Fabrik.

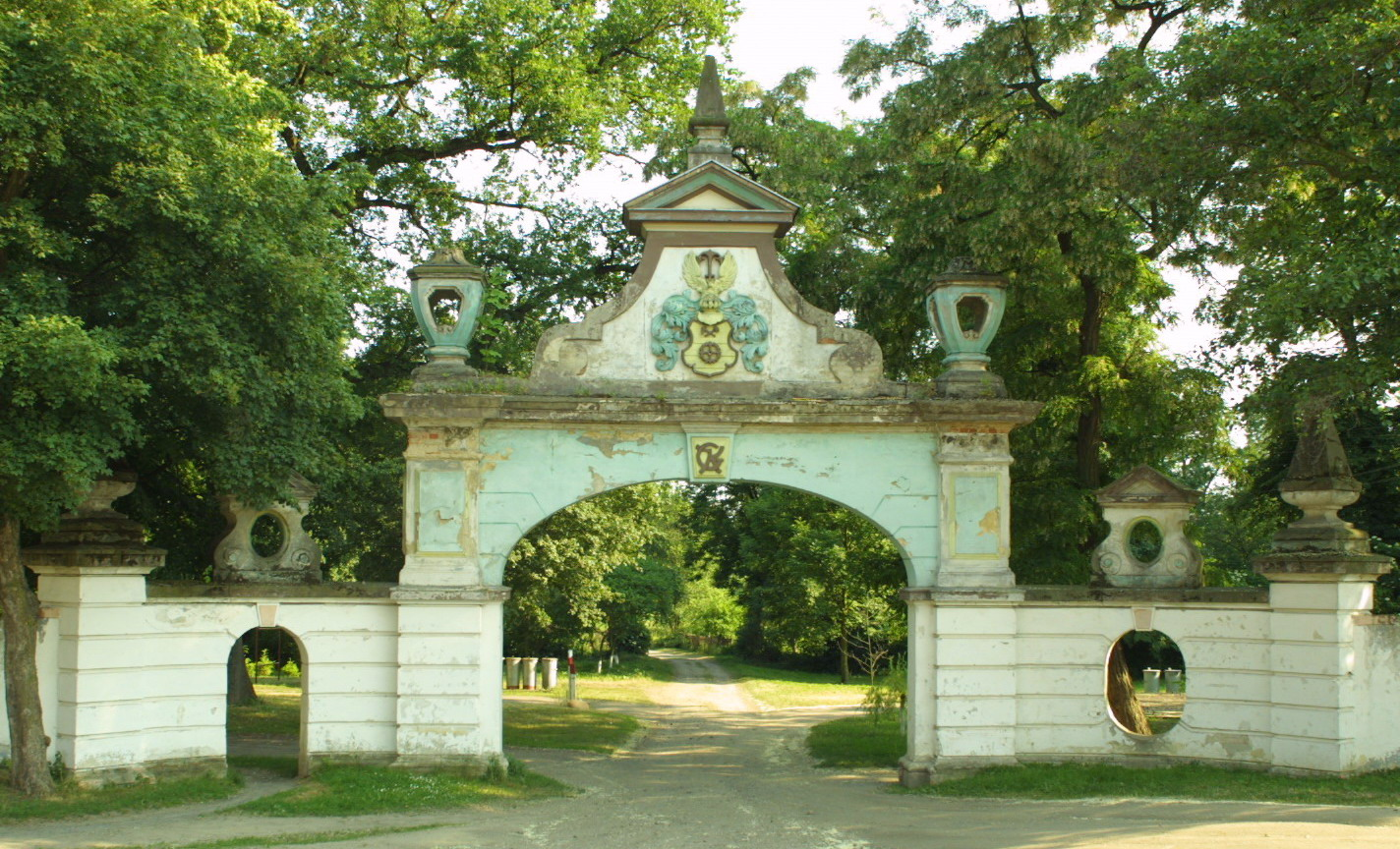
Eingang zum vormaligen Schloss Frankenthal. Mit Wappen.

In der Folgezeit konzentrierte sich die Familie auf die Verwaltung der Landgüter, besonders nachdem mehrere Mitglieder in den Adelsstand erhoben worden waren. 1865 entstand das Gutsschloss Muhrau als Familiensitz. 1875 wurde Marie von Kramsta zur Alleinerbin des Vermögens im Hauptzweig der Familie; sie wurde als Philanthropin bekannt. Nach ihrem Tod 1923 ging der Name auf Seitenlinien der Familie über. Die von der Familie gegründeten Gewerbebetriebe bestanden bis ins Dritte Reich fort, in den Fabriken wurden zuletzt auch Zwangsarbeiter eingesetzt. Nach dem Übergang Schlesiens an Polen infolge des Zweiten Weltkriegs 1945 wurden die Familienmitglieder des Zweigs von Wietersheim-Kramsta sowie deren Nachkommen enteignet, die verbliebenen Produktionsstätten wurden verstaatlicht.
Mit Melitta Sallai, geb. von Wietersheim-Kramsta, haben Nachkommen der Familie haben auf Schloss Muhrau einen Kindergarten ermöglicht.

## Familienmitglieder
- Johann Georg Kramsta (* in Hoyerswerda; † 22. Januar 1783 in Freiburg), Kürschnermeister in Freiburg, ⚭ Anna Helena geb. Ullmann (* 23. Mai 1712 in Schweidnitz; † 14. September 1784 in Freiburg)
  - Christian Gottlieb Kramsta der Ältere (* 15. Oktober 1744 in Freiburg; † 9. August 1804 in Freiburg), Kürschnermeister, Händler und Stadtvogt von Freiburg. ⚭ 18. März 1774 (Freiburg) Marie Rosine geb. Klein (* 4. Januar 1749 in Freiburg; † 7. Januar 1827 in Freiburg)
    - Christian Gottlieb Kramsta der Jüngere (* 26. Februar 1776 in Freiburg; † 12. November 1838), Seniorchef der Leinengroßhandlung C. G. Kramsta, ⚭ Maria Magdalena geb. Scheffer
    - (Karl) Friedrich Kramsta (1779–1819), Leinenfabrikant
      - Karoline Frederike Kramsta (* 19. November 1801 in Konradsthal, Kreis Waldenburg; † 2. Januar 1872 in Wüstegiersdorf, Kreis Waldenburg) ⚭ Johann Martin Websky[4] (* 12. März 1799 in Breslau; † 14. Januar 1869 in Wüstegiersdorf, Kreis Waldenburg), Kommerzienrat, betrieb einen Großhandel mit Leinen; sechs Kinder: Christian, Cäcilie, Thekla, Egmont, Martin und Justus; Justus Websky war evangelischer Theologe und wurde am 5. Mai 1888 nobilitiert.
        - Christian Friedrich Martin Websky (1824–1886)
        - Cäcilie Karoline Websky (* 8. Oktober 1825 Wüstegiersdorf, Kreis Waldenburg; † 12. April 1903 Breslau) ⚭ 8. Januar 1844 (Gut Wüstegiersdorf) Karl Wilhelm Remus von Woyrsch (* 28. Oktober 1814 Gut Pilsnitz, Kreis Breslau; † 31. Dezember 1899 Gut Pilsnitz, Kreis Breslau), Gutsbesitzer und Politiker; sechs Kinder
          - Martin Wilhelm Remus von Woyrsch (* 4. Februar 1847; † 6. August 1920), preußischer Generalfeldmarschall und Politiker
          - Günther von Woyrsch (* 13. Oktober 1858; † 30. Mai 1923 in Schanowitz), Rittergutbesitzer und Politiker
          - Thekla Auguste Websky (* 24. September 1831; † 15. Dezember 1911 in Potsdam) ⚭  27. Juli 1852 Hermann von Massow (* 31. Dezember 1812 auf Gut Schmarse; † 29. Mai 1881 in Dresden), Oberforstmeister

      - Karl Gustav Kramsta (1807–1853), Unternehmer und Gutsbesitzer auf Schloss Reppersdorf
        - Helene Kramsta (1842–1872)[5], ⚭ 1863 Rudolf Hiller von Gaertringen (1837–1877)
          - Friedrich Hiller von Gaertringen, Epigraphiker
          - Wilhelm Hiller von Gaertringen (1866–1934)[6]

      - Sophie Kramsta, ⚭ Baurat Ludwig Fritsch
        - Gustav Theodor Fritsch (* 5. März 1838 in Cottbus; † 12. Juli 1927 in Berlin), Anthropologe und Physiologe

    - Georg Gottlob Kramsta (* 20. Juli 1782 in Freiburg; † 15. April 1850 in Freiburg), Leinenfabrikant, ⚭ 30. September 1805 (Schloss Fürstenstein) (Christiane) Juliane geb. Krebs (* 21. Oktober 1784 in Schweidnitz; † 11. Juli 1837 in Freiburg), Tochter von Johann Gottfried Krebs (* 30. Oktober 1744; † 12. Juni 1819), Rentmeister der Fürsten Hochberg-Pleß und dessen Ehefrau Rosina Christina Krebs geb. von Leuckert (* 17. August 1764; † ca. 1849)
      - Gottlob Heinrich Kramsta (* 30. September 1805 in Freiburg; † 9. Juli 1829 in München), Maler in München[7]
      - Eduard Theodor von Kramsta (* 18. Oktober 1810 in Freiburg; † 28. September 1875 in Muhrau, Kreis Schweidnitz)[8], ⚭ Cousine (Karoline Luise) Emilie geb. Kramsta (* 15. März 1820 in Bolkenhain; † 24. November 1846 in Freiburg), Teilhaber des Unternehmens und „Associé des Handlungshauses G. Kramsta und Söhne“; er führte zusammen mit seinem Bruder Gustav das Familienunternehmen während der 1850er und 1860er Jahre mit Erfolg fort. Im Mai 1861 wurde er nobilitiert; er erwarb umfangreichen Grundbesitz im Raum Schweidnitz, Striegau und Freiburg, besaß 1863 die Herrschaft Tscherbeney mit dem Kurbad Kudowa in der Grafschaft Glatz; 1864–1874 das Schloss Račice im Drahaner Bergland in Mähren; er errichtete 1865 das Schloss Muhrau
        - Eugen von Kramsta (* 10. Juni 1841; † 15. Juli 1870)
        - Anna Elise von Kramsta (* 5. Februar 1840 in Freiburg; † 19. Februar 1900 in Dresden), ⚭ 12. September 1859 Alfred Gustav Eduard von Wietersheim (* 9. November 1831 in Bitterfeld; † 1. Januar 1894 in Breslau), Herr auf Klitzschen bei Torgau, das er am 9. Februar 1878 verkaufte; er verlegte nach der Hochzeit seinen Wohnsitz nach Schlesien und erwarb 1860 Viehau bei Neuhof und 1862 Neuhof. 1864 erfolgt dort der Neubau des Schlosses.
          - Elsbeth Berta Emilie Anna von Wietersheim, ⚭ 18. Oktober 1879 Berthold von Neumann-Cosel
          - Magdalena von Wietersheim (* 9. Mai 1862 in Neuhof, Landkreis Striegau), ⚭ 1. Oktober 1881 Hans von Wiedner[9]
          - Eduard Gustav Walter von Wietersheim (1863–1919) auf Neuland im Kreis Löwenberg
            - Kurt von Wietersheim-Kramsta (1854–1936) auf Neuland erbte nach dem Tod seiner Großtante Marie von Kramsta 1923 die Güter Rauske, Bertholdsdorf und Förstchen. Durch testamentarische Regelung nahm er wie sein Vetter Hans-Christoph von Wietersheim auf Neuhof zusätzlich den Namen Kramsta an.

          - Anna von Wietersheim (* 25. Oktober 1865 in Neuhof, Landkreis Striegau; † 30. November 1928 in Berbisdorf im Landkreis Hirschberg), ⚭ 1. Dezember 1889 Hans von Arnim
          - Eugen Gustav Alfred von Wietersheim auf Neuhof (* 17. Mai 1870; † 3. August 1915 in Wolhynien), Fideikommissherr auf Wirrwitz, Besitzer von Nieder- und Oberarnsdorf, ⚭ Marie-Therese von Colmar (* 25. März 1876 in Colmar, Provinz Posen; † 21. April 1945 in Potsdam)
            - Eduard-Walter von Wietersheim (* 25. Februar 1897; † 26. Mai 1915 im Lazarett in Breslau)
            - Marie-Luise von Wietersheim (* 26. Mai 1898)
            - Hans Christoph von Wietersheim-Kramsta (* 29. Juli 1899 auf Neuhof; † 1978)[10], ⚭ 10. April 1923 Herta geb von Johnston, Tochter des Rittergutbesitzers Gustav von Johnston (* 12. Juli 1902 in Breslau; † 1978); Da sowohl Hans Christophs Vater als auch sein älterer Bruder 1915 starben, wurde Hans Christoph 1915 Besitzer des Familienfideikommiss Wirrwitz, Krolkwitz und Neuen (sämtlich Landkreis Breslau); 1916 erhielt er als Schenkung seiner Großtante Marie von Kramsta die Güter Muhrau und Grunau im Kreis Striegau. Nach deren Tod 1923 erbte er Puschkau, Tschechen, Niklasdorf und Preilsdorf. Wie sein Vetter Kurt von Wietersheim aus dem Haus Neuland nahm er durch testamentarische Regelung zusätzlich den Namen Kramsta an.
              - Marie-Elisabeth von Wietersheim-Kramsta (* 16. Januar 1924 auf Muhrau)
              - Melitta von Wietersheim-Kramsta (* 2. Oktober 1927 auf Muhrau)
              - Edula von Wietersheim-Kramsta (* 16. Januar 1929 auf Muhrau)
              - Eugen Gustav Alfred Wolf von Wietersheim-Kramsta (* 27. Juli 1931 auf Muhrau)
              - Wilfried von Wieterhseim-Kramsta (* 25. Oktober 1932 auf Muhrau; † 13. Februar 1968 in Göppingen)
              - Johanna-Christine von Wietersheim-Kramsta (* 17. Juli 1937 auf Muhrau; † 10. Juli 1997)
              - Marie-Therese von Wietersheim-Kramsta (* 1. Dezember 1943 auf Muhrau)

            - Hans-Wolf von Wietersheim (* 20. April 1911)
              - Beatrix von Wietersheim (* 10. Oktober 1944)
              - Viggo von Wietersheim (* 11. Mai 1948)

          - Helene von Wietersheim, ⚭ 30. September 1888 Ernst Freiherr von Gregory

        - Marie von Kramsta (1843–1923); Nachdem ihr Bruder Eugen vor dem Vater verstorben war, erbte Marie das väterliche Vermögen.

      - Gustav von Kramsta (1815–1869), Unternehmens-Teilhaber und Gutsbesitzer, aktives Mitglied des Breslauer Gewerbevereins und einer der Hauptorganisatoren der Schlesischen Industrieausstellung 1852 in Breslau; führte zusammen mit seinem Bruder Eduard das Familienunternehmen während der 1850er und 1860er Jahre mit Erfolg fort und wurde mit dem Ehrentitel eines (preußischen) Kommerzienrats ausgezeichnet; Mit königlicher Entschließung vom 20. (30.) Juli 1862 wurde er nobilitiert.
        - Georg von Kramsta (* 12. November 1842 in Freiburg; † 14. Juni 1901 in Freiburg), Rittergutbesitzer auf Frankenthal; ⚭ 16. September 1879 Emma Pauline Scheibler; errichtete 1884–1885 das Schloss in Frankenthal (seit 1945 Chwalimierz)[11][12]
          - Edith von Kramsta (* 22. Mai 1882)
          - Eleonore von Kramsta (* 26. Juni 1883)
          - Helene von Kramsta (* 5. Januar 1885)
          - Margarethe von Kramsta (* 12. März 1886)
          - Maria von Kramsta (* 22. Mai 1887)
          - Hans Georg von Kramsta (* 24. Januar 1890), Besitzer der Herrschaft Frankenthal und der Güter Riesnitz, Rackschütz mit Schloss Rackschütz, sowie Schatzlar (Sudeten)

        - Pauline von Kramsta (* 18. Oktober 1845), ⚭ Mortimer von Johnston (1839–1909)
          - Marie Pauline Emilie von Johnston (* 9. Januar 1877 in Zweibrodt)[13]

        - Hans Emil Gottlob von Kramsta (* 13. September 1850 in Gäbersdorf; † 5. Januar 1913 in Berlin), preußischer Oberst und Rennreiter, Namensgeber des Kramstawegs in Berlin-Zehlendorf[14]
        - Helene von Kramsta (* 16. Juni 1856 auf Gut Gäbersdorf; † 4. Juli 1928 auf Gut Groß-Grünow), ⚭ 1880 Ludwig von Knebel Doeberitz

    - Emil von Kramsta (1822–1888), ⚭ Pauline Fähndrich; zog sich nach dem Tod des Vaters Anfang der 1850er Jahre aus der Unternehmenstätigkeit zurück und wurde Rittergutbesitzer auf Gäbersdorf[15]; mit königlicher Entschließung vom 3. Januar 1859 nobilitiert
      - Leo von Kramsta (1852–1926), ⚭ 4. Juli 1876 Martha von Arnim (1853–1938); mit seinem älteren Bruder Schüler der Ritterakademie Liegnitz[16], später preußischer Generalleutnant[17]
        - Hans Leo Emil von Kramsta (* 7. Juli 1877 in Hannover), Rittmeister a. D., 1942 mit Wohnsitz Wiesbaden
        - weitere zwei Söhne sowie vier Töchter; ohne direkte Nennung im „Gotha“ 1907 und 1942

    - Ernst Kramsta (1784–1845), Teilhaber der Firma Egmont Websky

Weitere Familienmitglieder und Nachkommen:
- Friedrich von Wietersheim (1849–1906), deutscher Konteradmiral der Kaiserlichen Marine
- Renata Kracker von Schwarzenfeld (Miterbin der Familie)

### Sekundärliteratur
- Hugo Weczerka (Hrsg.): Handbuch der historischen Stätten. Band: Schlesien'. 1. Auflage, Kröner, Stuttgart 1977, ISBN 3-520-31601-3, S. 116–123, S. 34, 103, 145 und 422' (= Kröners Taschenausgabe, Band 316). 2. Auflage erschienen 2003, ISBN 3-520-31602-1.
- Rudolf Kučera: Staat, Adel und Elitenwandel. Die Adelsverleihungen in Schlesien und Böhmen 1806–1871 im Vergleich. Vandenhoeck & Ruprecht, Göttingen 2012, S. 184 ff. ISBN 978-3-525-37026-1. Digitalisat

### Wappen
- Wappenbeschreibung 1864 Kramsta, in: Ernst Heinrich Kneschke